# 朝鮮農業勤労者同盟
朝鮮農業勤労者同盟（ちょうせんのうぎょうきんろうしゃどうめい）は、朝鮮民主主義人民共和国の農業従事者団体である。 現在の委員長は2021年2月4日に就任したハン・ジョンヒョク（한종혁）。

## 概要
1946年1月31日に創立された全国農民組合総聯盟の北朝鮮聯盟組織を根幹とし、1946年5月に北朝鮮農民同盟と改称し、1951年2月11日、南朝鮮労働党の外廓団体である農民組合総聯盟と統合し、朝鮮農民同盟と改称した。1950年代末、土地改革と農業協同化が完成し、社会構造に変化が来ると、1964年の朝鮮労働党第4期9次全員会議で朝鮮農業勤労者同盟に名称と組織改編が決定した。この同盟は、既存の会員であった協同農場員だけでなく、国営牧場と農村経理で直接服務する国家機関・企業所の労働者及び事務員を網羅する全く新しい社会主義的大衆政治組織に変わった。